# Chrisney
Chrisney – miasto w Stanach Zjednoczonych, w stanie Indiana, w hrabstwie Spencer.